# Vasja Pirc
Vasja Pirc (Idrija, Eslovenia; 19 de diciembre de 1907-Liubliana, Eslovenia; 3 de junio de 1980) fue uno de los grandes ajedrecistas yugoslavos del siglo XX. Se proclamó cinco veces campeón de Yugoslavia, cuatro veces en los años 1930 y otra en 1953. Sólo esto le convierte en un gran jugador, ya que el ajedrez balcánico es uno de los más fuertes del mundo.

## Trayectoria
Pirc obtuvo el título de Gran Maestro a sus 46 años (3 años después de su creación oficial por parte de la FIDE). Sus mejores éxitos deportivos los obtuvo en la década de 1930. Quedó segundo en Budapest en 1934, por detrás de Ándor Lílienthal y por delante de Salo Flohr. Fue primero en Novi Sad 1936 y Lodz 1938. Empató un encuentro con Max Euwe (+2 -2 =6) en 1948. Participó en seis olimpiadas entre 1931 y 1954.
Además de gran jugador Pirc destacó en la faceta pedagógica. Sus manuales fueron estudiados por fortísimas generaciones de ajedrecistas que le siguieron.
Pero Vasja Pirc es famoso, sobre todo, por su sistema de defensa, la Defensa Pirc. La idea había sido ensayada por Ludwig Paulsen, pero era considerada una defensa inferior. Pirc incorporó nuevas ideas, y la revitalizó, gracias a los principios de la Escuela hipermoderna de ajedrez.